# Listă de producători de băuturi alcoolice din România
Aceasta este o listă de producători de băuturi alcoolice din România:
A
- Agroindustriala Bucium
- Alexandrion Grup
- Alira
- Angelli Spumante & Aperitive

B
- Bachus (companie)

C
- Cotnari (companie)
- Cramele Recaș

D
- Domeniile Tohani

E
- Euroavipo

F
G
- Global Spirits

H
- Halewood România

I
- Indagrara

J
- Jidvei (companie)

L
M
- Murfatlar (companie)

N
O
- Ostrovit

P
- Prodalcom
- Prodal '94
- Prodvinalco

R
- Romanian Drinks Service

S
- Senator Wine România — afaceri de 13 milioane lei în anul 2014 [1]
- Scandic Distilleries

T
U
V
- Veritas Panciu
- Vinarte
- Vincon Vrancea
- Vinexport
- Vinia
- Vinterra

Z
- Zarea (companie)